# Le Diable par la queue / Pourquoi écrire ?

Le Diable par la queue / Pourquoi écrire ? est une autobiographie de Paul Auster. Ce livre contient les deux nouvelles Le Diable par la queue ainsi que Pourquoi écrire, où Paul Auster parle de sa vie, ou plutôt du périple et roman qu'est en réalité sa vie. Le diable par la queue est la nouvelle la plus importante du livre, la seconde n'y occupe que quelques pages.

## Le Diable par la queue
Dans Le Diable par la queue, Paul Auster expose les éléments clé de son vécu. Il nous parle en bref de son enfance, puis vient son adolescence, et enfin, le pénible trajet qu'il a dû suivre dans le but de se vendre. Il nous parle de ses jours passés à bord d'un pétrolier, son étrange expérience du monde du cinéma (on lui proposera même le métier d'acteur), sa vie à Paris, sa tentative désespérée de gagner de l'argent. L'écrivain s'aventura même dans le sentier de créateur de jeu, ce qui aboutit à l'échec.
Personnages : le personnage principal est bien entendu l'écrivain lui-même, donc Paul Auster. Le récit est, assez logiquement, à la première personne. Interviennent au second plan toutes les personnes marquantes de sa vie, tel que, par exemple, un cinéaste. Cinéaste qu'il nomme lui-même par le pseudonyme de « Monsieur X ».

## Pourquoi écrire
Pourquoi écrire présente quelques anecdotes marquantes de la vie de l'écrivain. Comme par exemple, lors d'une situation des plus banales, il empêche, grâce à ses réflexes, ce qui aurait pu être pour sa fille un grave accident.
Personnages : l'écrivain ne parle pas toujours de lui, mais les personnages sont tous des gens à qui il a eu affaire, de la famille comme des relations.

## Mise en place de l'univers de Paul Auster
Ce livre pourrait être une bonne introduction à l'œuvre de Paul Auster. Ses livres retracent nettement le vécu de l'écrivain. Son expérience, qui est plutôt particulière, imprègne la majorité de ses romans.